# Shiba Inu (Kryptowährung)
Shiba Inu (Ticker: SHIB), informell auch Shiba Token genannt, ist eine dezentrale Kryptowährung, die im August 2020 von einer anonymen Person namens „Ryoshi“ geschaffen wurde.

## Geschichte
Die Kryptowährung Shiba Inu wurde im August 2020 von einer anonymen Person namens „Ryoshi“ geschaffen. Nach Vorbild des Dogecoin wurde Shiba-Inu ursprünglich ebenfalls als sogenannter Meme-Coin ins Leben gerufen. Innerhalb kürzester Zeit entwickelte sich jedoch eine repräsentative Community um Shiba-Inu.

## Technologie
Der Shiba-Inu-Coin basiert im Gegensatz zum Dogecoin auf der Ethereum-Blockchain und ist ein sogenannter ERC-20-Token. ERC 20 stellt den technischen Standard für Smart Contracts dar, die zur Implementierung von Token in der Ethereum-Blockchain dienen. Der Coin verfolgt, ebenfalls im Gegensatz zum Dogecoin, einem deflationären Konzept – der Bestand an handelbaren Coins sinkt also langfristig.

## Ziele und Akzeptanz von Shiba Inu
Ein Ziel der Entwickler von SHIB ist, dass die Währung als Zahlungsmittel, ähnlich wie beim Dogecoin, z. B. bei Freizeitaktivitäten genutzt werden kann. Die US-amerikanische Kinokette AMC Entertainment sowie der börsennotierte Online-Elektronikhändler Newegg haben bereits angekündigt, künftig auch SHIB als Zahlungsmittel zu akzeptieren. Im Dezember 2021 wurde SHIB in das Flexa Payment Network integriert, wodurch die Kryptowährung nun bei als über 40.000 Händlern in den USA und Kanada als Zahlungsmittel akzeptiert wird.

## Weitere Entwicklung
SHIB gehört seit dem 27. Oktober 2021 zu den zehn größten Kryptowährungen der Welt nach Marktkapitalisierung und notiert aktuell auf Rang 9 (Stand 28. Oktober 2021). Der SHIB-Coin ist auf bekannten Investitions- und Kryptobörsen wie Coinbase, Binance, Kraken und eToro für den Handel gelistet. In Zukunft ist ebenfalls ein Listing auf der Handelsplattform Robinhood geplant. Neben Privatanlegern haben inzwischen sogar auch einige institutionelle Anleger, wie Risikokapitalgeber oder Hedge Fonds in SHIB investiert. Ende November 2021 erreichte die Kryptowährung eine Million Holder.
Im Dezember 2021 wurde bekannt, dass das Entwicklerteam von Shiba Inu an einem eigenen Metaversum namens „Oshiverse“ arbeitet. Der Fokus soll dabei deutlich im Gaming-Bereich liegen. Für das neue Projekt konnte Shiba Inu den bekannten Spieleentwickler William David Volk gewinnen.

## Spende an den India COVID-Crypto Relief Fund
Am 13. Mai 2021 spendete Ethereum-Gründer Vitalik Buterin mehr als 50 Billionen SHIB (zu diesem Zeitpunkt über 1 Milliarde Dollar wert) an den India COVID-Crypto Relief Fund.

## Logo

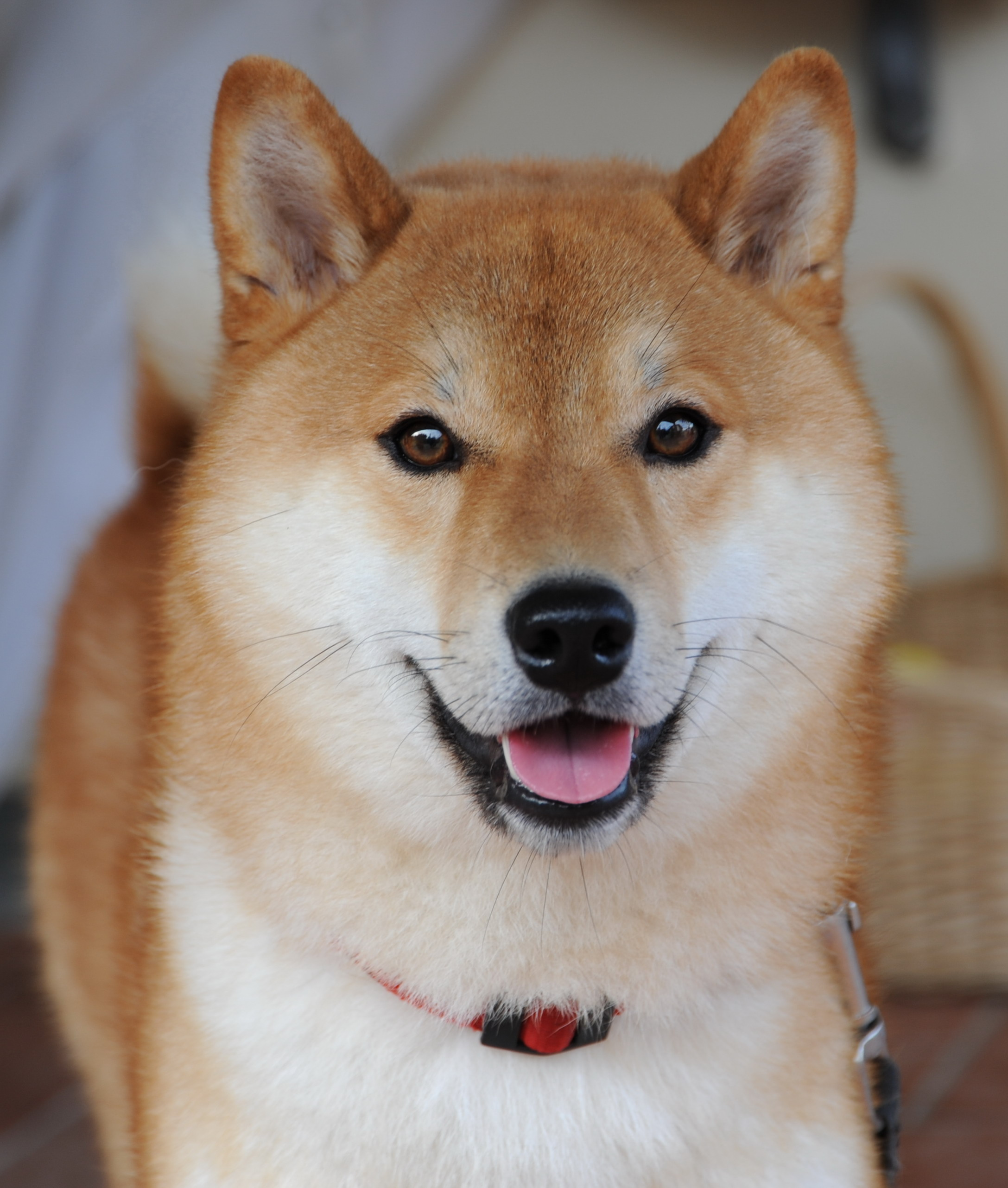
Shiba Inu, japanische Hunderasse

Das offizielle Logo von Shiba Inu basiert, ähnlich wie bei Dogecoin, auf einer zeichnerischen Darstellung der gleichnamigen japanischen Hunderasse.